# アート・ガードナー
アーサー・ジュニア・ガードナー（Arthur Junior Gardner, 1952年9月21日 - ）は、アメリカ合衆国ミシシッピ州出身の元プロ野球選手（外野手）。左投左打。

## 来歴
1971年のMLBドラフトでヒューストン・アストロズから2巡目（全体36位）で指名されプロ入り。
1975年9月にメジャー初昇格。この年は13試合に出場した。
1976年はメジャー昇格の機会はなかったが、1977年は開幕戦にスタメン出場すると、シーズンを通じてメジャーに定着し66試合に出場した。
サンフランシスコ・ジャイアンツに移籍した1978年はわずか7試合の出場にとどまり、モントリオール・エクスポズに移籍した1979年と1980年はAAA級では好成績を残したがメジャー昇格はなかった。
1981年に広島東洋カープに入団。広島では左翼を守り、主に6番か7番を打った。1年目は打率.281、26本塁打、77打点をマークしまずまずの成績を残したが、2年目の1982年は相手球団の徹底マークなどから成績不振となり、11月18日に自由契約となった。
1984年から故郷ミシシッピ州のジャクソン州立大学の野球部コーチを務めたが、1986年にテキサス・レンジャーズ傘下AA級タルサ・ドリラーズで現役復帰。しかし1年限りで退団し現役引退。その後はスカウトを務めた。

## エピソード
1981年7月19日の大洋戦（横浜スタジアム）で3点本塁打を放ったが、ホームベースを踏み忘れたために本塁打を取り消された。なお記録上は三塁打として処理され、走者2人の生還は認められた。またベース踏み忘れの本塁打取り消しは1958年9月19日の長嶋茂雄に次ぐ2人目でホームベースの踏み忘れは史上初であった。

## 詳細情報

### 年度別打撃成績
| 年 度    | 球 団    | 試 合 | 打 席 | 打 数 | 得 点 | 安 打 | 二 塁 打 | 三 塁 打 | 本 塁 打 | 塁 打 | 打 点 | 盗 塁 | 盗 塁 死 | 犠 打 | 犠 飛 | 四 球 | 敬 遠 | 死 球 | 三 振 | 併 殺 打 | 打 率 | 出 塁 率 | 長 打 率 | O P S |
| -------- | -------- | ----- | ----- | ----- | ----- | ----- | -------- | -------- | -------- | ----- | ----- | ----- | -------- | ----- | ----- | ----- | ----- | ----- | ----- | -------- | ----- | -------- | -------- | ----- |
| 1975     | HOU      | 13    | 33    | 31    | 3     | 6     | 0        | 0        | 0        | 6     | 2     | 1     | 0        | 0     | 0     | 1     | 1     | 1     | 8     | 2        | .194  | .242     | .194     | .436  |
| 1977     | HOU      | 66    | 70    | 65    | 7     | 10    | 0        | 0        | 0        | 10    | 3     | 0     | 0        | 1     | 0     | 3     | 1     | 1     | 15    | 3        | .154  | .203     | .154     | .357  |
| 1978     | SF       | 7     | 3     | 3     | 2     | 0     | 0        | 0        | 0        | 0     | 0     | 0     | 1        | 0     | 0     | 0     | 0     | 0     | 2     | 0        | .000  | .000     | .000     | .000  |
| 1981     | 広島     | 129   | 514   | 480   | 61    | 135   | 22       | 2        | 26       | 239   | 77    | 10    | 14       | 0     | 3     | 26    | 12    | 5     | 78    | 13       | .281  | .325     | .498     | .823  |
| 1982     | 広島     | 89    | 246   | 236   | 19    | 60    | 9        | 1        | 4        | 83    | 28    | 3     | 4        | 0     | 0     | 9     | 5     | 1     | 45    | 4        | .254  | .285     | .352     | .636  |
| MLB：3年 | MLB：3年 | 86    | 106   | 99    | 12    | 16    | 0        | 0        | 0        | 16    | 5     | 1     | 1        | 1     | 0     | 4     | 2     | 2     | 25    | 5        | .162  | .210     | .162     | .371  |
| NPB：2年 | NPB：2年 | 218   | 760   | 716   | 80    | 195   | 31       | 3        | 30       | 322   | 105   | 13    | 18       | 0     | 3     | 35    | 17    | 6     | 123   | 17       | .272  | .312     | .450     | .761  |

・各年度の太字はリーグ最高

### 表彰
NPB
- 月間MVP：1回 （1981年5月）

### 記録
NPB
- 初出場・初先発出場：1981年4月7日、対阪神タイガース1回戦（広島市民球場）、7番・左翼手で先発出場、4打数無安打（投手・伊藤文隆）
- 初安打・初打点・初本塁打：1981年4月8日、対阪神タイガース2回戦（広島市民球場）、2回裏に工藤一彦から左越先制ソロ

### 背番号
- 24 （1975年、1977年）
- 35 （1978年）
- 5 （1981年 - 1982年）